# منشآت قائم مقام فراهانی
منشآت قائم مقام فراهانی عنوان کتابی است مشتمل بر برخی نوشته‌های قائم مقام فراهانی که به دستور و تدبیر شاگرد او، حاج فرهاد میرزا معتمدالدوله قاجار در سال ۱۲۸۰ گردآوری و در سال ۱۲۹۴ برای نخستین بار چاپ شد. این اثر دارای نثری زیبا و ادبی است و در دوره‌ای منتشر شد که نهضت بازگشت ادبی ظهور کرده بود و نویسندگان و شاعران شیوه اطناب و مصنوع‌نویسی را که از عهد صفوی متداول شده بود، کنار می‌گذاشتند.
نوشته‌هایی که در این کتاب آمده، مجموعه‌ای از متن‌ها و نامه‌نگاری‌هایی است که قائم مقام به واسطه شغل دیوانی خود انشاء کرده‌بود. اغلب این انشاها به نثر ساده و مرسل و به زبانی نزدیک به زبان محاوره نوشته شده‌اند و دستمایه‌های طنز نیز در آن‌ها به چشم می‌خورد.
منشآت، از جمله آثاری است که به عقیده کارشناسان ادبیات فارسی با الهام گرفتن از گلستان سعدی نوشته شده‌است.